# Елана (Торунь)
Торунський футбольний клуб «Елана» (пол. Toruński Klub Piłkarski Elana Toruń SA) — польський футбольний клуб з Торуні, заснований у 1968 році. Виступає в Другій лізі. Домашні матчі приймає на Міському стадіоні, місткістю 4 300 глядачів.

## Історія назв

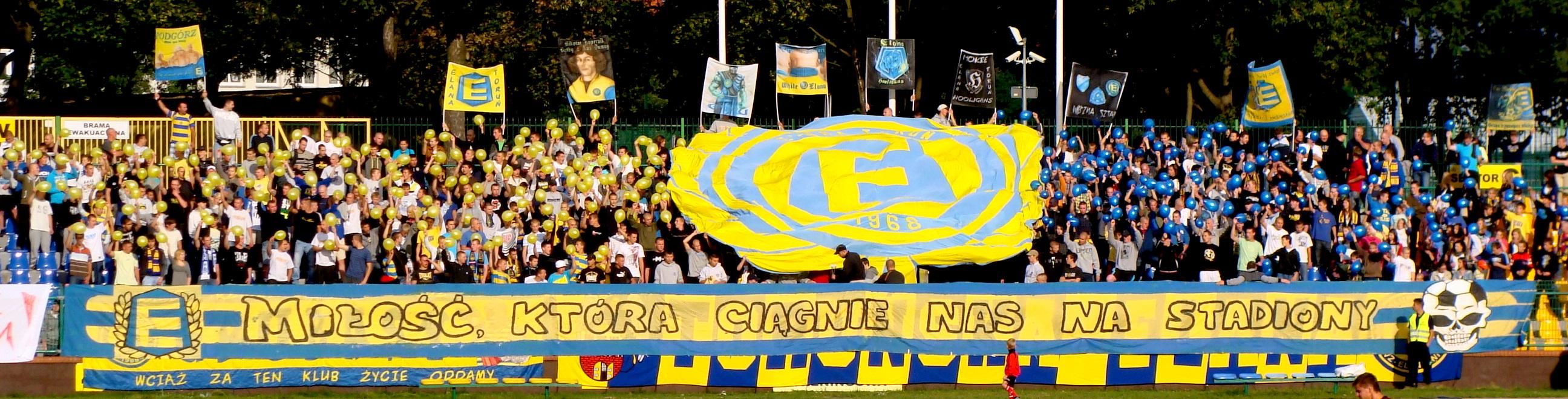
Елана (Торунь) в матчі проти Хробри (17.09.2011)

- 1968 — Спортивний клуб «Елана» Торунь;
- 2000 — Футбольний клуб «Торунь»;
- 2008 — Торунський футбольний клуб «Елана».

## Досягнення
- Друга ліга
  - Бронзовий призер (1): 1996/1997
- Третя ліга
  - Переможець (1): 2017/18.